# (7140) Osaki
(7140) Osaki (1994 EE1) – planetoida z pasa głównego asteroid okrążająca Słońce w ciągu 3,41 lat w średniej odległości 2,27 j.a. Odkryta 4 marca 1994 roku.